# 丘魯武斯科 (紐約州)
丘魯武斯科（英語：Churubusco）是位於美國紐約州克林頓縣的非建制地區。

## 歷史
丘魯武斯科的郵局自1852年營運至今。

## 地理
丘魯武斯科所處的海拔為高於海平面45米（即148英呎），而該地所採用的時區為UTC-5，即北美东部时区（EST）。同時該地設有夏令時間，為UTC-5調快一小時，即UTC-4（EDT）。